# Parafia Matki Bożej Wspomożenia Wiernych w Skrzeszewie
Parafia Matki Bożej Wspomożenia Wiernych w Skrzeszewie – parafia rzymskokatolicka, znajdująca się w archidiecezji gdańskiej, w dekanacie Żukowo.